# Rouge-Perriers
Rouge-Perriers è un comune francese di 306 abitanti situato nel dipartimento dell'Eure nella regione della Normandia.

## Società

### Evoluzione demografica
Abitanti censiti